# Madonna col Bambino (Farinati)
Madonna col Bambino (conosciuta anche come Madonna della mela) è un dipinto del pittore veronese Paolo Farinati, realizzato con la tecnica della pittura a olio su tela, conservato presso il museo di Castelvecchio a Verona.
Nulla si conosce riguardo all'origine dell'opera, sebbene la sua forma faccia presupporre che fosse stata realizzata per una piccola cappella privata. In ogni caso sul Giornale, il libro in cui Farinati era solito registrare tutte le attività della sua bottega, non ve ne è menzione. Si suppone che ad un certo punto la tela sia entrata in possesso del mercante d'arte e collezionista Francesco Caldana, per poi passare alla collezione di Cesare Bernasconi e, infine, giungere alla sua morte alla pinacoteca civica.
La certezza dell'attribuzione della paternità dell'opera a Farinati è stata possibile quando, durante un restauro a cui è stata sottoposta nel 1981, è stato rinvenuto sul retro il simbolo della chiocciola con cui frequentemente l'artista veronese firmava le sue opere. Anche per la datazione al 1579 non vi sono dubbi, poiché è anch'essa riportata sulla tela.